# Alessandro Iacchi
Alessandro Iacchi, né le 26 mai 1999 à Borgo San Lorenzo, est un coureur cycliste italien. Il est membre de l'équipe Corratec-Selle Italia.

## Biographie
Alessandro Iacchi est originaire de Borgo San Lorenzo. Son père Sauro, lui-même ancien coureur cycliste, dirige le Comité régional toscan de cyclisme, et sa mère Laura Romania a travaillé dans des instances cyclistes régionales à Florence. Ses deux frères cadets sont également coureurs cyclistes,. 
Il commence le cyclisme à l'âge de six ans. Chez les juniors, il obtient deux victoires au niveau régional. Il fait ensuite ses débuts espoirs en 2018 au sein de l'équipe Cervelo, terminant notamment dixième de la Ruota d'Oro. En 2019, il court dans la Team Franco Ballerini. 
Il passe professionnel en 2020 dans l'équipe Vini Zabù-KTM, après y avoir été stagiaire. Sa saison commence dès le mois de janvier lors des épreuves du Challenge de Majorque,. Il dispute ensuite le Tour de Langkawi, où il participe à une échappée lors de la deuxième étape.
En début d'année 2021, il est percuté par une camionnette à l'entraînement près de Florence, sans graves conséquences. Il reprend finalement la compétition sur le Trofeo Laigueglia, où il est membre de l'échappée du jour. Il enchaîne ensuite avec les Strade Bianche, sa première course World Tour, puis la Nokere Koerse et la Bredene Koksijde Classic, où il abandonne à chaque reprise. Il continue de courir jusqu'au mois de septembre, sans toutefois obtenir de résultats notables. 
En 2022, il redescend au niveau continental en signant chez Qhubeka, après la disparition de son équipe Vini Zabù. Lors du Tour de Grande-Bretagne, il se montre à son avantage en terminant neuvième du classement général. Il réintègre ensuite une équipe continentale professionnelle à partir de 2023 grâce à la structure Corratec, qui lui donne sa chance. En mars, il participe à diverses échappées sur Tirreno-Adriatico et dans l'épreuve Milan-Turin. Deux mois plus tard, il se présente au départ du Tour d'Italie, son premier grand tour.

## Palmarès et résultats

### Palmarès par année
- 2017
  - 3e du championnat d'Émilie-Romagne juniors
- 2022
  - 2e du Grand Prix de la ville de Vinci
  - 3e du Trophée Matteotti amateurs
  - 3e du Giro del Casentino

### Résultats sur les grands tours

#### Tour d'Italie
1 participation
- 2023 : 119e

### Classements mondiaux
| Année                                 | 2018  | 2019 | 2020 | 2021 | 2022  | 2023 | 2024  |
| ------------------------------------- | ----- | ---- | ---- | ---- | ----- | ---- | ----- |
| Classement mondial                    | 3039e | nc   | nc   | nc   | 1139e | nc   | 2765e |
| UCI Europe Tour                       | 2147e | nc   | nc   | nc   | 807e  | nc   | nc    |
|                                       |       |      |      |      |       |      |       |
| Légende : nc = non classéSource : UCI |       |      |      |      |       |      |       |